# John D. Alderson
John Duffy Alderson (* 29. November 1854 in Summersville, Virginia; † 5. Dezember 1910 in Richwood, West Virginia) war ein US-amerikanischer Politiker. Zwischen 1889 und 1895 vertrat er den dritten Wahlbezirk des Bundesstaates West Virginia im US-Repräsentantenhaus.

## Werdegang
Der im heutigen West Virginia geborene John Alderson besuchte die öffentlichen Schulen seiner Heimat. Zwischen 1871 und 1873 übte er das zeremonielle Amt des "Sergeant of Arms" im Senat von West Virginia aus. Bis 1873 war er dort auch Türsteher (Door Keeper). Nach einem Jurastudium und seiner im Jahr 1876 erfolgten Zulassung als Rechtsanwalt begann er in seinem Geburtsort Summersville, der sich damals noch Nicholas Court House nannte, in seinem neuen Beruf zu arbeiten. Zwischen 1876 und 1889 war Alderson Bezirksstaatsanwalt für das Nicholas County und das Webster County. Zwischen 1883 und 1887 war er Angestellter beim Staatssenat.
Alderson war Mitglied der Demokratischen Partei und wurde 1888 als deren Kandidat im dritten Distrikt von West Virginia in das US-Repräsentantenhaus in Washington, D.C. gewählt. Dort trat er am 4. März 1889 die Nachfolge von Charles P. Snyder an. Nach zwei Wiederwahlen konnte er sein Mandat im Kongress bis zum 3. März 1895 ausüben. Bei den Wahlen des Jahres 1894 unterlag er dem Republikaner James Hall Huling. Nach dem Ende seiner Zeit im Kongress arbeitete Alderson wieder als Anwalt. In den Jahren 1900 und 1908 war er Delegierter zu den jeweiligen Democratic National Conventions. John Alderson starb am 5. Dezember 1910 und wurde in Summersville beigesetzt.